# Chung Túy cung

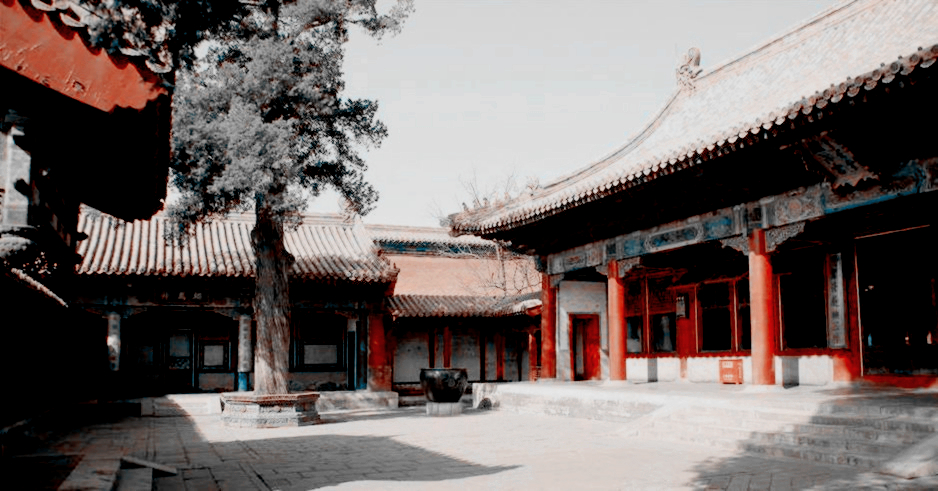
Ảnh chụp chính điện Chung Túy cung.

Chung Túy cung (chữ Hán: 鐘粹宮), là một cung điện thuộc Đông lục cung tại Tử Cấm Thành, Bắc Kinh. "Chung Túy" có ý nghĩa "Chung linh dục tú - trung đích tinh tuý" (钟灵毓秀中的精粹), tức là thu nhận tinh túy trời đất.

## Lịch sử
Cung điện này được xây dựng từ thời nhà Minh. Năm Vĩnh Lạc thứ 18 (1420), dưới triều Minh Thành Tổ Chu Đệ, cung điện này đã hoàn thành, tên là [Hàm Dương cung; 咸陽宮]. Năm Gia Tĩnh thứ 14 (1535), đổi tên thành [Chung Túy cung] - "tinh túy hội tụ". Sang năm Long Khánh năm thứ 5 (1575) tiếp tục bị đổi thành [Hưng Long điện; 興龍殿], rồi sau nữa lại sửa thành [Thánh Triết điện; 聖哲殿], tu sửa làm chỗ ở cho các Hoàng thái tử triều Minh. Một thời gian sau lại đổi tên như cũ là [Chung Túy cung], trở thành tên chính thức tới tận thời nhà Thanh. Thuận Trị năm thứ 12 (1655), Đạo Quang năm thứ 11 (1831), Đồng Trị năm thứ 13 (1874) và Quang Tự năm thứ 16 (1890). Thời kỳ cuối, triều đình còn cho xây thêm tại Chung Túy cung một Trùng Hoa môn (垂花門).
Vào thời nhà Minh, Chung Túy cung thường là do tần phi cư trú, nhưng đã từng là nơi ở của Hoàng thái tử Chu Từ Lãng - con trai Minh Tư Tông Sùng Trinh Đế. Thời kỳ nhà Thanh, đây cũng trở thành nơi cư trú cho các hậu phi, những người đáng nói nhất gồm có Hiếu Kính Hiến hoàng hậu của Thanh Thế Tông Ung Chính Đế; Tuệ Hiền Hoàng quý phi cùng Dung phi của Thanh Cao Tông Càn Long Đế; Hiếu Toàn Thành hoàng hậu và Hiếu Tĩnh Thành hoàng hậu của Thanh Tuyên Tông Đạo Quang Đế; đặc biệt là cả Từ An Hoàng thái hậu lẫn Long Dụ Hoàng thái hậu cũng đều ở đây.

## Kiến trúc

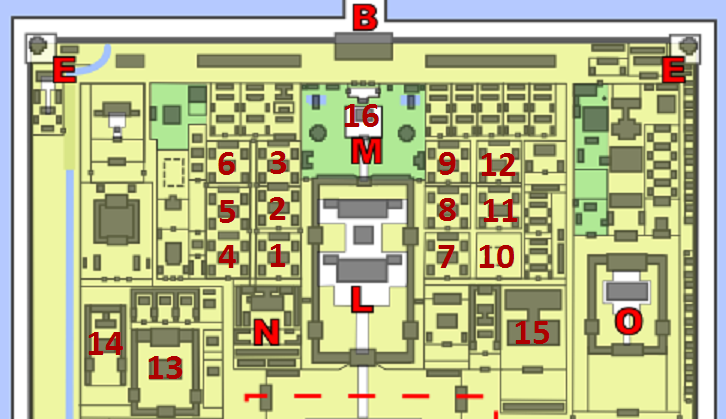
Sơ đồ khu vực Đông-Tây lục cung tại Tử Cấm Thành. Chung Túy cung là số (9).

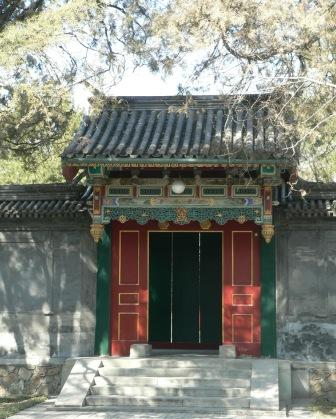
Thể thức của "Trùng Hoa môn".

Chung Túy cung, hướng Nam giáp Thừa Càn cung, phía Đông là Cảnh Dương cung. Khi Hoàng đế và Hoàng hậu còn ở Càn Thanh cung và Khôn Ninh cung, thì Chung Túy cung là một trong những cung gần với cặp cung của Đế-Hậu này nhất.
- Chung Túy môn (鍾粹門): cửa chính của cung. Ở Bắc hướng về Nam. Bên trong cánh cửa có một tòa Trùng Hoa môn theo thể thức [Huyền sơn quyển bằng đỉnh; 悬山卷棚顶]. Hai bên hai sườn của Trùng Hoa môn có dãy hành lang nối liền với hai phối điện bên trong tiền viện.
- Chung Túy cung Chính điện (鍾粹宮正殿): đại điện ở tiền viện. Mặt rộng năm gian, ngói lưu ly vàng, dưới hiên có đấu củng, mái theo kiểu [Hiết Sơn đỉnh; 歇山顶]. Gian giữa có một tấm biển do Càn Long Đế viết, tên [Thục thận ôn hòa; 淑慎温和]. Trước điện có hai cây cột chống, treo hai câu đối viết [Phong vũ hòa cam điều lục mạc, Tinh vân cảnh khánh ánh tam giai; 風雨和甘調六幕，星雲景慶映三階].
  - Đông phối điện (東配殿): hai dãy điện phụ trước mặt Chính điện. Mỗi dãy ba gian, ngói lưu ly vàng, mái nhà được làm theo kiểu [Nghạnh Sơn đỉnh; 硬山顶]. Hướng nam và bắc của các phối điện đều có [Nhĩ phòng; 耳房]. Dưới hiên hành lang treo hoành phi [Ứng Thiên Khánh; 膺天慶], câu đối [Vạn tượng giai xuân điều phượng quản, Bát phương hướng hóa chuyển hồng quân; 萬象皆春調鳳琯，八方向化轉鴻鈞].
  - Tây phối điện (西配殿): hai dãy điện phụ trước mặt Chính điện. Mỗi dãy ba gian, ngói lưu ly vàng, mái nhà được làm theo kiểu [Nghạnh Sơn đỉnh; 硬山顶]. Hướng nam và bắc của các phối điện đều có [Nhĩ phòng; 耳房]. Dưới hiên hành lang treo hoành phi [Tuy Vạn Bang; 綏萬邦], câu đối [Lân du phượng vũ trung thiên thụy, Nguyệt lãng phong hòa đại địa xuân; 麟游鳳舞中天瑞，月朗風和大地春].
- Hậu điện (后殿): đại diện ở hậu viện. Điện có năm gian, ngói lưu ly vàng theo kiểu Nghạnh Sơn đỉnh, dưới hiên có đấu củng. Hai bên sườn đều có các Nhĩ phòng. Có Đông phối điện và Tây phối điện: tương tự hai phối điện ở tiền viện.
  - Tỉnh đình (井亭): hướng Tây Nam, một tòa đình che miệng giếng.